# Balinț, Timiș
Balinț este satul de reședință al comunei cu același nume din județul Timiș, Banat, România.

## Istorie
În 1510, existau satele Alsó-Balyncz și Felső-Balyncz (în traducere: Balințul de Sus și Balințul de Jos). Un fapt interesant este că în secolul al XVI-lea, între satele actuale Balinț și Cutina, exista și un sat numit Moszkva (în 1510 a fost numit Moskwa). În 1604, trupele imperiale au învins forțele conduse de Ștefan Bocskai și Gabriel Bethlen în apropierea satului. Conducătorul trupelor auxiliare turcești a fugit până la Timișoara purtând doar o cămașă, iar Bethlen a traversat râul Bega în timpul fugii. În 1717, satul avea douăzeci de case. În 1739, trupele generalului imperial Lentulus au incendiat satul în timpul vânătorii de bandiți. Din 1883, aici a fost primul solgăbirău-șef evreu din Ungaria, Hirschl Béla. În 1899, a fost înființată o farmacie în sat. La începutul secolului al XX-lea, locuitorii se ocupau cu agricutura, iar pădurile de stejar ale Tezaurului de pe malul Begăi erau prelucrate de o fabrică de mobilă și cherestea cu abur. La marginea satului, în 1903, au fost așezate 30 de familii maghiare reformate, în mare parte din Bodo, iar în 1909 au fost colonizați și alți maghiari (Újbálinc - Balințul Nou). Din 1880, a aparținut comitatului Caraș-Severin fiind reședință districtului Béga.

## Populație
În 1910, din cei 1354 de locuitori, 760 erau români, 467 maghiari și 111 germani; din punct de vedere confesional, 519 erau ortodocși, 334 erau reformați, 251 erau greco-catolici, 200 erau romano-catolici și 40 erau evrei.
În 2002, erau 614 locuitori, dintre care 479 români, 67 țigani și 55 maghiari, 490 ortodocși, 84 greco-catolici și 44 reformați.

## Personalități
- scriitorul maghiar András Szilágyi s-a născut aici, în 1904.

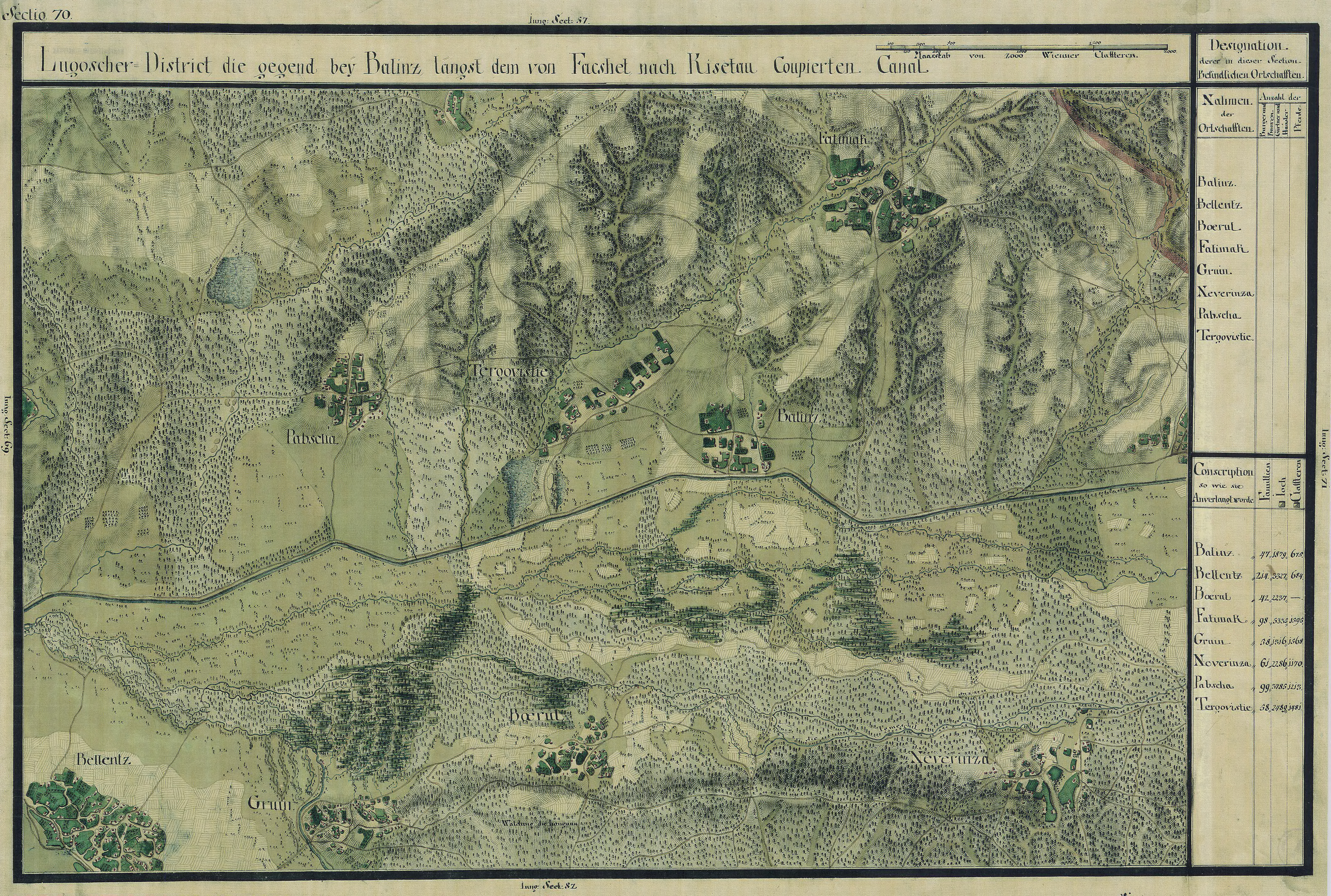
Balinț în Harta Iosefină a Banatului, 1769-72

## Galerie de imagini

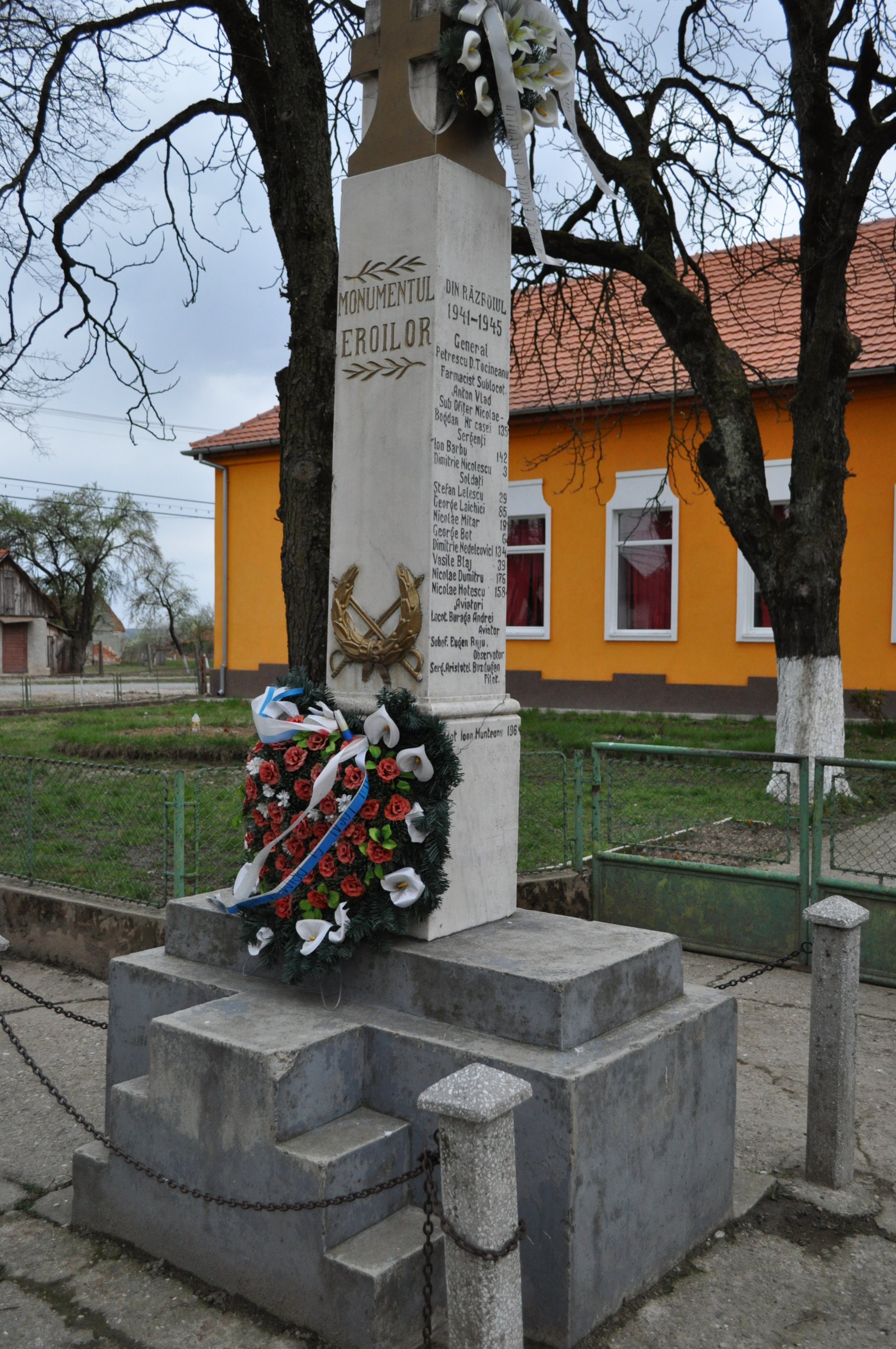
Monumentul Eroilor
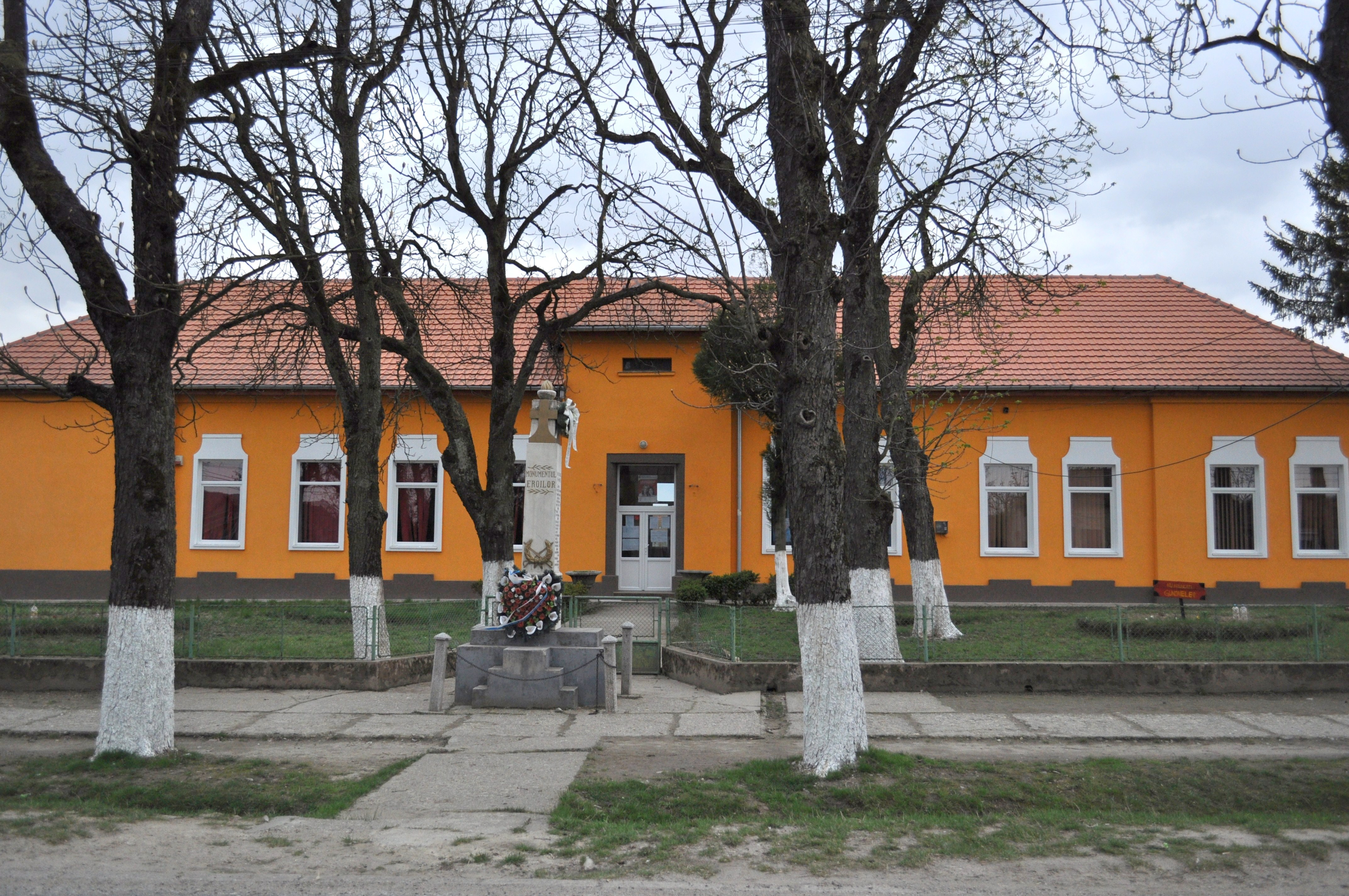
Școala
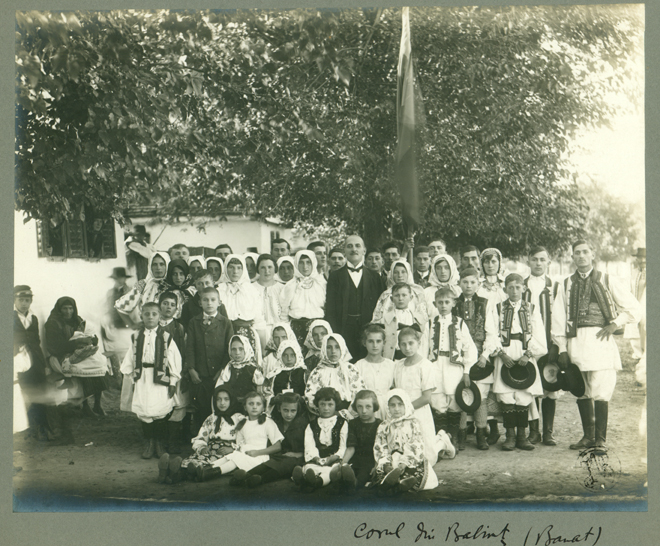
Corul românesc Balinț, la începutul secolului al XX-lea (fotografie de Lipót Adler)